# Julie Newmar
Julie Newmar, née Julia Chalene Newmeyer, le 16 août 1933 à Los Angeles, Californie, est une pin-up et une actrice américaine.

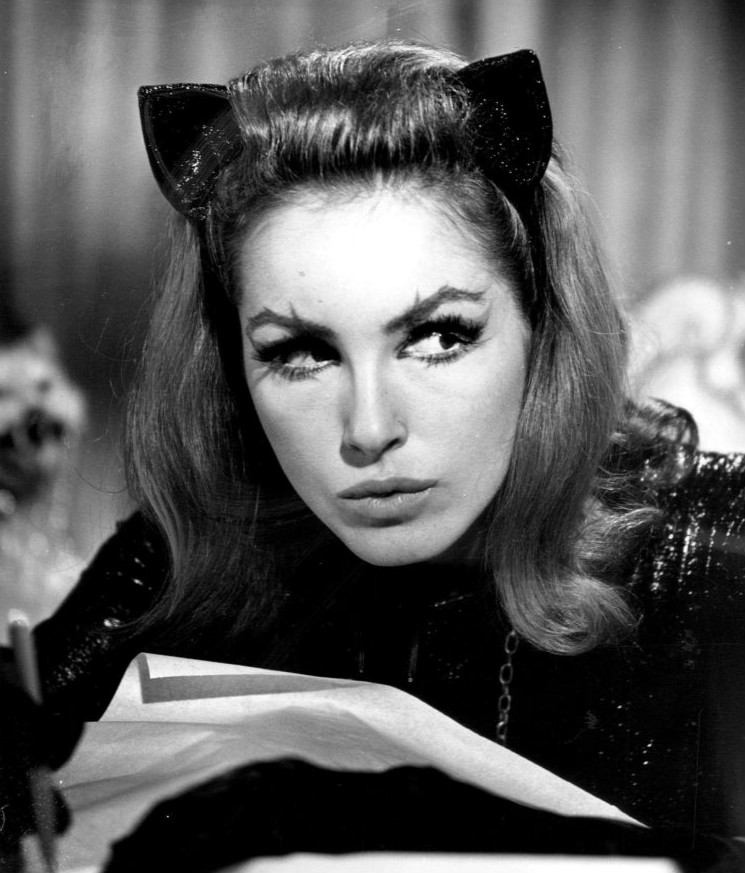
Julie Newmar en 1966 dans le rôle de Catwoman.

## Biographie
Elle est danseuse et étudiante émérite, elle commence à tourner des films dès 17 ans, ses mensurations l'ayant tout de suite fait remarquer.

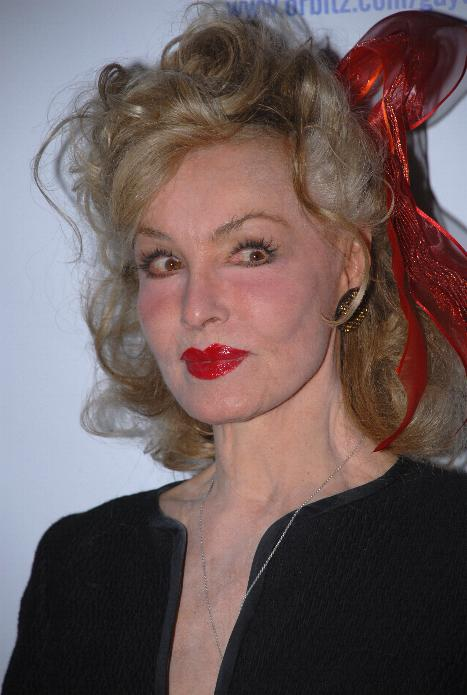
Julie Newmar en 2007.

Après quelques films où on utilise principalement ses talents décoratifs et de danseuse, elle joue à Broadway et donne des cours de danse (à Anita Ekberg notamment).
Le film The Marriage Go-Round, avec Claudette Colbert et Charles Boyer lance sa carrière ; elle reçoit un Tony-award pour sa prestation d’actrice de soutien. Son rôle se distingue par le costume, une serviette de dimensions réduites maintenue par de la colle.
Elle tient plusieurs rôles dans des séries télévisées, dont Route 66 et La Quatrième Dimension. Mais c'est dans la série Batman qu'elle immortalisa son personnage de Catwoman jusqu'en 1967.
En 1969, dans le western « L’or de Mc Kenna », elle joue le rôle d’une indienne Apache, qui plonge nue dans un point d’eau.
Sa carrière cinématographique périclite ensuite, elle ne joue que dans des films de deuxième ou troisième ordre. Elle continue de faire des apparitions dans des séries télévisées. Son apparition en 1992 dans le clip de George Michael Too funky, vêtue d'un costume de latex hyper moulant, lui vaut de participer à des défilés de Thierry Mugler (à 57 ans). Elle a en effet conservé un physique d'athlète grâce à une pratique quotidienne de la danse.
Le film Extravagances (en VO : To Wong Foo, Thanks for Everything! Julie Newmar, 1995) de Beeban Kidron, lui rend hommage. Elle est ainsi l'une des rares actrices à avoir son nom dans le titre d'un film.
Elle a joué dans la comédie musicale Silk Stockings en 1955.

## Filmographie

### Cinéma
- 1952 : Pour vous, mon amour (Just for You) : Chorine
- 1953 : La Folle Aventure (The I Don't Care Girl) de Lloyd Bacon : Une danseuse
- 1953 : Le Serpent du Nil (Serpent of the Nile) : The Gilded Girl
- 1953 : La Jolie Batelière (The Farmer Takes a Wife) d'Henry Levin : Une danseuse
- 1953 : Tous en scène (The Band Wagon) : Une modèle de salon
- 1953 : Esclaves de Babylone (Slaves of Babylon) : Dancer-Assassin
- 1953 : The Eddie Cantor Story (en) d'Alfred E. Green : Showgirl
- 1954 : Les Gladiateurs (Demetrius and the Gladiators) : Une danseuse
- 1954 : Les Sept Femmes de Barbe-Rousse (Seven Brides for Seven Brothers) : Dorcas Gailen
- 1959 : Li'l Abner ; Stupefynin' Jones
- 1959 : The Rookie : Lili Marlène
- 1961 : The Marriage-Go-Round : Katrin Sveg
- 1963 : For Love or Money : Bonnie Brasher
- 1969 : L'Or de MacKenna (MacKenna's Gold) : Hesh-Ke
- 1969 : The Maltese Bippy : Carlotta Ravenswood
- 1970 : Up Your Teddy Bear : La directrice de Toy Company
- 1983 : Hysterical : Venetia
- 1984 : Love Scenes : Belinda
- 1985 : Streetwalkin' (it) de Joan Freeman (en) : Queen Bee
- 1985 : Demon's Night : Dr. Zarma
- 1988 : Recherche comédiennes déshabillées (Nudity Required) : Irina
- 1988 : Dance Academy : Miss McKenzie
- 1994 : Oblivion : Miss Kitty
- 1996 : Oblivion 2: Backlash : Miss Kitty
- 1995 : Extravagances : Mrs Julie Newmar
- 1999 : If...Dog...Rabbit : La mère de Judy
- 2003 : Dans la grotte de Batman : Julie Newmar
- 2016 : Batman : Le Retour des justiciers masqués (Batman: Return of the Caped Crusaders) : Selina Kyle/Catwoman (voix)

### Télévision
- 1957 : The Phil Silvers Show (série télévisée) : Suzie
- 1960 : Aventures dans les îles (Adventures in Paradise) (série télévisée) : Venus
- 1961 : Les Accusés (The Defenders) (série télévisée) : Brandy
- 1962 : Route 66 (série télévisée) : Vicki Russell
- 1963 : La Quatrième Dimension (saison 4, épisode 14 - Je me souviens de Cliffordville) (The Twilight Zone) (série télévisée) : Miss Devlin
- 1964 : Le Plus Grand Chapiteau du monde (The Greatest Show on Earth) (série télévisée) : Willa Harper
- 1964 - 1965 : My Living Doll (série télévisée) : Rhoda Miller
- 1966 - 1967 : Batman : Selina Kyle/Catwoman
- 1967 : Star Trek, la série originale (série télévisée) : épisode Un enfant doit mourir : Eleen
- 1968 : Max la menace (Get Smart) (série télévisée) : Ingrid
- 1969 : Opération vol (It Takes a Thief) (série télévisée) : Susannah Sutton
- 1970 : Un shérif à New York (McCloud) (série télévisée) : Adrienne Redman
- 1970 - 1972 : Love, American Style (série télévisée)
- 1971 : Ma sorcière bien-aimée (Bewitched) (série télévisée) : Ophélia
- 1971 : The Feminist and the Fuzz (Téléfilm) : Lilah McGuinness
- 1972 : A Very Missing Person (Téléfilm) : Aleatha Westering
- 1973 : Columbo : Double Choc (Double Shock) : Lisa Chambers
- 1974 : Sin, American Style (série TV) : Carla Dean
- 1975 : McMillan (McMillan & Wife) (série TV) : Luciana Amaldi
- 1976 : Super Jaimie (série TV) : Claudette
- 1977 : Terraces (Téléfilm) : Chalane Turner
- 1979 : La croisière s'amuse (The Love Boat) (série TV) : Marla Samms
- 1980 : Buck Rogers (Buck Rogers in the 25th Century) (série TV) : Zarina
- 1982 : Matthew Star (Série TV) : Nian
- 1983 : Pour l'amour du risque (Hart to Hart) (série TV) : Eve
- 1983 : L'Île fantastique (Fantasy Island) (série TV) : Doralee
- 1984 : High School U.S.A. de Jack Bender (téléfilm) : Stripper
- 1988 : L'invasion des cocons : Lady Elaine Wentworth
- 2006 : According to Jim (série télévisée) : Julie